# Sainte-Christine, Puy-de-Dôme
Sainte-Christine är en kommun i departementet Puy-de-Dôme i regionen Auvergne-Rhône-Alpes i centrala Frankrike. Kommunen ligger i kantonen Saint-Gervais-d'Auvergne som tillhör arrondissementet Riom. År 2022 hade Sainte-Christine 124 invånare.

## Befolkningsutveckling
Antalet invånare i kommunen Sainte-Christine
| Referens: INSEE |